# I Wanna Be Your Slave
I Wanna Be Your Slave (с англ. — «Я хочу быть твоим рабом») — песня итальянской рок-группы Måneskin их второго студийного альбома Teatro d'ira: Vol. I выпущен 19 марта 2021 года компанией Sony. До своего релиза в качестве сингла песня сумела занять первые десять позиций в чартах по всей Европе, включая первое место в Финляндии и Словакии, и стала популярной в чартах Spotify. Это первая песня группы, вошедшая в топ-5 британского чарта синглов, и вторая, вошедшая в топ-10 мирового чарта Billboard, кроме американского.
16 июля 2021 года песня была официально выпущена на итальянских радиостанциях в качестве третьего сингла альбома «Teatro d’ira: Vol. I». Дуэтная версия с участием американского панк-рок-певца Игги Попа была выпущена 6 августа 2021 года.

## О песне
Песня рассказывает о двойственности любви и отношениях. По словам Дамиано Давида:

Это способ описать с грубостью все грани сексуальности и как они могут быть влиятельными в повседневной жизни. Мы включили контрасты: «I’m the devil, I’m a lawyer, I’m a killer, I’m a blonde girl», мы хотим протолкнуть идею, что не обязательно иметь только одну личность, каждый человек может иметь много граней.
Оригинальный текст (итал.)è un modo per descrivere con crudezza tutte le sfaccettature della sessualità e come possono essere influenti nella vita di tutti i giorni. Abbiamo inserito dei contrasti: “ I’m the devil, I’m a lawyer, I’m a killer, I’m a blonde girl ”, vogliamo far passare l’idea che non dobbiamo per forza avere una sola identità, ognuno può avere tante sfaccettature.

## Музыкальное видео
5 июля 2021 года группа анонсировала официальный клип, который был выпущен на их YouTube канале 15 июля 2021 года. Клип был снят режиссёром Симоной Боззелли и спродюсирован Think|Cattleya. В нём представлена «вуайеристическая петля», где «запретные желания сочетаются с жертвой».

## Успех
После победы группы на конкурсе «Евровидение-2021» песня «I Wanna Be Your Slave» стала вирусной в еженедельных чартах и чартах Spotify, отчасти благодаря их живому выступлению, записанному в студии Acquapendente, где группа записала свой студийный альбом «Teatro d’ira: Vol. I» для «Wiwi Jam At Home», устроенный Wiwibloggs. Песня превзошла предыдущий сингл группы «Zitti e buoni», таким образом, делая Måneskin первым победителем «Евровидения», чьи две песни вошли в британский Топ-40. На момент 15 июня 2021 года, песня достигла своего пика под номером один в Великобритании и получил четыре позиции в чарте синглов в середине недели, став первой песней группы, который достиг топ-10 Великобритании. На следующей неделе заняла 6-е место. Впоследствии попал в топ-5.
Песня заняла первое место в Финляндии и Словакии, а также вошла в топ-10 на родине группы в Италии, а также в Австрии, Чехии, Дании, Германии, Греции, Ирландии, Литве, Нидерландах, Новой Зеландии, Норвегии, Швеции и Швейцарии. 15 июня 2021 года песня транслировалась в Великобритании 5,8 миллиона раз как в аудио, так и в видео, и более 61 миллиона раз на Spotify. 21 июня песня стала второй песней группы, вошедшей в топ-10 мирового чарта Billboard, кроме США. Он возглавил чарт горячих хард-рок песен в США 26 июня 2021 года.
Песня была сертифицирована как тройная платиновая в Италии, платиновая в Австрии, Греции и Польше, а также золотая в Австралии, Дании, Германии, Португалии, Испании и Соединенном Королевстве.

## Чарты
| Чарт (2021)                                 | Высшая позиция |
| ------------------------------------------- | -------------- |
| Австралия (ARIA)                            | 15             |
| Австрия (Ö3 Austria Top 40)                 | 2              |
| Бельгия/Фландрия (Ultratop 50)              | 7              |
| Бельгия/Валлония (Ultratop 50)              | 49             |
| Canada (Canadian Hot 100)                   | 29             |
| Canada Rock (Billboard)                     | 10             |
| Croatia (HRT)                               | 16             |
| Чехия (Singles Digitál Top 100)             | 2              |
| Дания (Tracklisten)                         | 7              |
| Euro Digital Songs (Billboard)              | 10             |
| Финляндия (Suomen virallinen lista)         | 1              |
| Франция (SNEP)                              | 71             |
| Германия (GfK)                              | 3              |
| Global 200 (Billboard)                      | 13             |
| Greece (IFPI)                               | 2              |
| Венгрия (Single Top 40)                     | 7              |
| Венгрия (Stream Top 40)                     | 2              |
| Iceland (Plötutíðindi)                      | 8              |
| Ирландия (IRMA)                             | 4              |
| Israel (Media Forest)                       | 4              |
| Италия (FIMI)                               | 7              |
| Japan Hot Overseas (Billboard)              | 16             |
| Lithuania (AGATA)                           | 2              |
| Нидерланды (Single Top 100)                 | 3              |
| Новая Зеландия (Recorded Music NZ)          | 21             |
| Норвегия (VG-lista)                         | 2              |
| Польша (Polish Airplay Top 100)             | 4              |
| Португалия (AFP)                            | 13             |
| Slovakia (Singles Digitál Top 100)          | 1              |
| South Africa (RISA)                         | 24             |
| Испания (PROMUSICAE)                        | 47             |
| Швеция (Sverigetopplistan)                  | 4              |
| Швейцария (Schweizer Hitparade)             | 6              |
| Великобритания (OCC UK Singles)             | 5              |
| Ukraine (Tophit)                            | 13             |
| US Bubbling Under Hot 100 (Billboard)       | 7              |
| US Hot Rock & Alternative Songs (Billboard) | 11             |

## Сертификаты
| Регион                                                                      | Сертификация  | Продажи |
| --------------------------------------------------------------------------- | ------------- | ------- |
| Австралия (ARIA)                                                            | Золотой       | 35 000  |
| Австрия (IFPI Austria)                                                      | Платиновый    | 30 000  |
| Дания (IFPI Danmark)                                                        | Золотой       | 45 000  |
| Германия (BVMI)                                                             | Золотой       | 200 000 |
| Италия (FIMI)                                                               | 3× Платиновый | 210 000 |
| Польша (ZPAV)                                                               | Платиновый    | 20 000  |
| Португалия (AFP)                                                            | Золотой       | 5000    |
| Великобритания (BPI)                                                        | Золотой       | 400 000 |
| Данные о продажах + прослушиваниях приведены только на основе сертификации. |               |         |